# Vangueriella
Vangueriella é um género botânico pertencente à família Rubiaceae.